# Теодор Драјзер
Теодор Херман Алберт Драјзер (Тере Хоут, 27. август 1871 — Холивуд, 28. децембар 1945) био је амерички новинар и књижевник. Најпознатији је по делима Сестре Кери (1900) и Америчка трагедија (1925).

## Биографија
Рођен је 1871. године у Терехоту, држава Индијана. Његов отац Џон Драјзер био је Немац који је дошао у Америку да би избегао војну обавезу, а мајка је била  из Дејтона. Теодор је био дванаесто од тринаест деце из породице Драјзер. Један од његове старије браће био је Пол Драјзер, текстописац. Теодор је одгајан као католик, а касније је постао атеиста.
Након што је завршио средњу школу у Ворсу, похађао је Универзитет у Индијани (1889—1890), од којег је одустао.
Године 1983. оженио се Саром Озборн Вајт, а брак су окончали 28. децембра 1909. године. Године 1919. упознао је Хелену Рикардсон, са којим се оженио 13. јуна 1944. године.
Преминуо је 28. децембра 1945. године у Холивуду.

## Каријера
Радио је неколико година као журналиста у часопису Чикаго глоуб, а након тога за St. Louis Globe-Democrat. Написао је неколико чланака о књижевницима, а радио интервјуе са Томасом Едисоном, Теодором Томасом и многим другим.

Рад на свом првом роману Сестре Кери Драјзер је започео 1899. године у Момију, а он је објављен 1900. године. У књизи Сестре Кели, Драјзер је представио друштво које се мења, писао о младој жени која одлази са села у Чикаго, где се бори са сиромаштвом и бави проституцијом. Књига је стекла значајан углед. Године 1901. Драјзер је написао кратку причу Nigger Jeff, у време када су у Сједињеним Државама владали расни немири. Његова друга новела Џени Герхард објављена је 1911. године. Први комерцијални успех Драјзера била је Америчка трагедија, објављена 1925. године.